# صراع مجمد

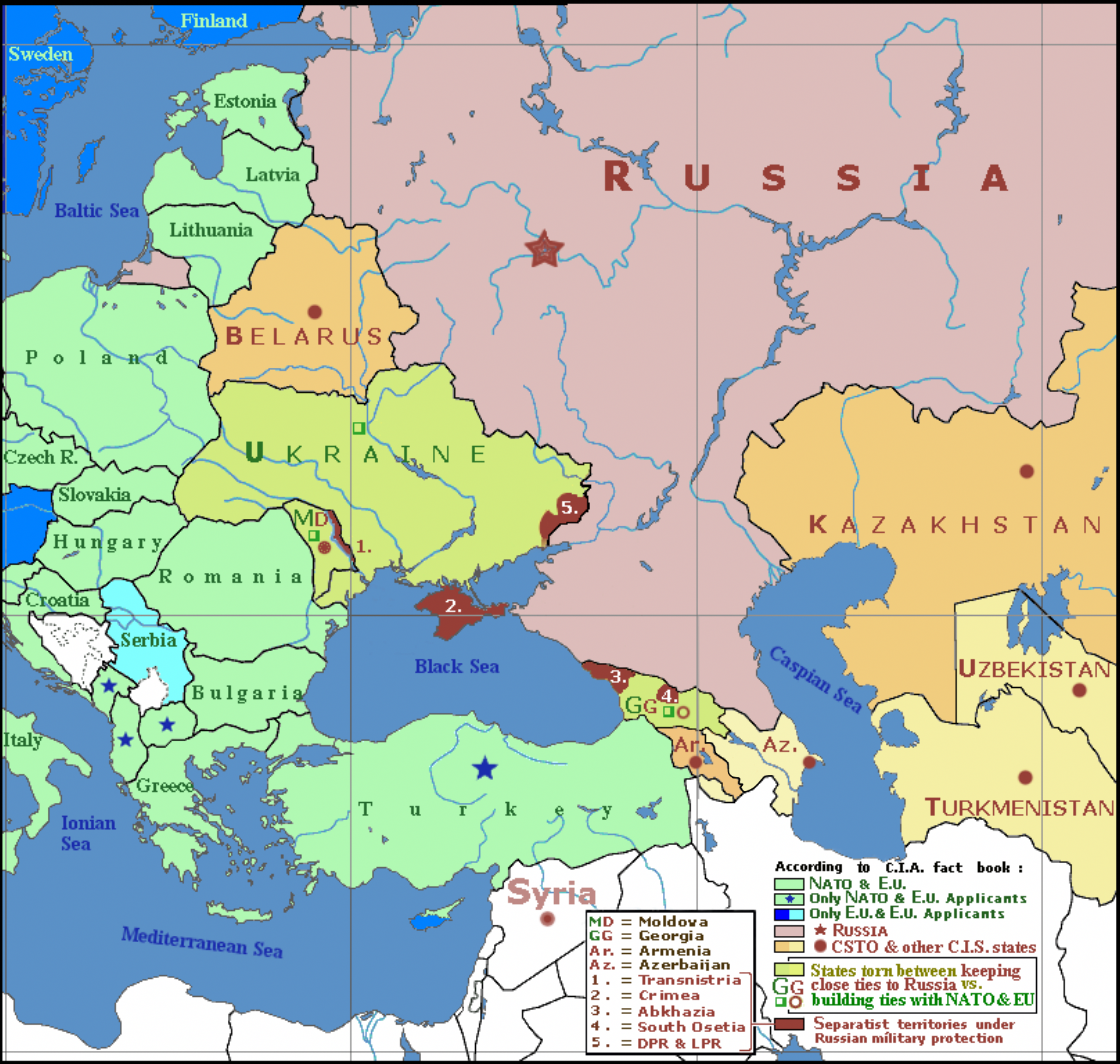
خريطة الصراعات المجمدة في أوروبا الشرقية وجنوب القوقاز في عام 2024.

في العلاقات الدولية، يمثل الصراع المجمد حالة تم فيها إنهاء الصراعات المسلحة الفعلية، ولكن لا توجد معاهدة سلام أو أي إطار سياسي آخر يحل الصراع بما يرضي المقاتلين. ولذلك، يمكن أن يبدأ الصراع قانونيا مرة أخرى في أي وقت، مما يخلق بيئة من انعدام الأمن وعدم الاستقرار.
وكان هذا المصطلح يستخدم بصورة شائعة في حالات ما بعد الحقبة السوفياتية، ولكنه غالبا ما كان يطبق أيضا على النزاعات الإقليمية الدائمة الأخرى. الحالة الفعلية التي تنشأ قد تطابق الموقف القانوني الذي أكده أحد أطراف النزاع؛ فعلى سبيل المثال، تطالب روسيا بالقرم وتسيطر عليها بصورة فعالة في أعقاب أزمة القرم في عام 2014 على الرغم من استمرار مطالبة أوكرانيا بالمنطقة. وكبديل لذلك، قد لا تتطابق الحالة الفعلية مع المطالبة الرسمية للطرف الآخر. ويعد تقسيم كوريا مثالا للحالة الأخيرة: إذ تؤكد جمهورية كوريا وجمهورية كوريا الشعبية الديمقراطية بشكل رسمي على المطالبات في شبه الجزيرة بأكملها؛ غير أن هناك حدودا محددة بدقة بين مناطق سيطرة البلدين.
وتسفر الصراعات المجمدة أحيانا عن دول معترف بها جزئيا. وعلى سبيل المثال، تعترف ثماني دول أخرى، بما فيها خمسة من أعضاء الأمم المتحدة، بجمهورية أوسيتيا الجنوبية، وهي إحدى نتائج النزاع الجورجي الأوسيتي؛ والكيانات الثلاثة الأخرى هي نفسها دول معترف بها جزئيا.

## أمثلة

### في أراضي ما بعد الاتحاد السوفييتي
بعد حل الاتحاد السوفييتي في عام 1991، ظهر عدد من النزاعات في بعض مناطق دول ما بعد الاتحاد السوفييتي، وكانت عادة حيث لا تتطابق الحدود الدولية الجديدة مع الانتماءات العرقية للسكان المحليين. بقيت هذه النزاعات «مجمدة» إلى حد كبير، مع وجود مناطق متنازع عليها تقع تحت السيطرة الفعلية لكيانات أخرى غير البلدان المعترف دوليًا أنها تنتمي إليها، وما تزال تعتبر هذه المناطق جزءًا من أراضيها. معظم الدول الانفصالية في المنطقة مدعومة من الدولة الروسية. تم تفسير هذه التدخلات على أنها إستراتيجية كرملين لزعزعة استقرار الدول ما بعد السوفييتية الأخرى وتوسيع دائرة نفوذ روسيا.

#### ترانسنيستريا
منذ وقف إطلاق النار الذي أنهى حرب ترانسنيستريا (1990-1992)، سيطرت جمهورية ترانسنيستريا الانفصالية الواقعة تحت نفوذ روسيا على الشريط الشرقي من إقليم مولدوفا. الجمهورية غير معترف بها دوليًا، وتواصل مولدوفا المطالبة بالأرض.

#### مرتفعات قره باغ
يعترف بمرتفعات قره باغ دوليًا على أنها جزء من أذربيجان، لكن معظم المنطقة تقع تحت السيطرة الفعلية لدولة مستقلة ذات أغلبية عرقية أرمنية تأسست على أساس إقليم قره باغ ذاتي الحكم على جمهورية أذربيجان السوفييتية الاشتراكية. سعت حركة قره باغ منذ عام 1988، إلى نقل المنطقة لتصبح جزءًا من أرمينيا. أعلنت مرتفعات قره باغ في عام 1991 عن استقلالها عن أذربيجان. خلال حرب مرتفعات قره باغ الأولى التي تلت ذلك وحتى عام 1994، لم تستطع الدفاع عن وجودها فحسب، بل وسعت أيضًا أراضيها وأنشأت حدودًا برية مع أرمينيا بشكل حاسم، وذلك من خلال ضم أراضي أذربيجانية مجاورة لها. بقي النزاع عمليًا مجمدًا على هذا الحال بعد عام 1994؛ وفي عام 2017 أعيد تسمية مرتفعات قره باغ لتصبح جمهورية أرتساخ. في عام 2020، تصاعد الصراع مرة أخرى؛ واستعادت أذربيجان جميع الأراضي المفقودة وراء حدود إقليم قره باغ الأصلي ذي الحكم الذاتي. ضاع مرة أخرى خط الأرض الذي يصل مرتفعات قره باغ بأرمينيا.

#### جنوب أوسيتيا وأبخازيا
أدى النزاع الجورجي الأبخازي والنزاع الأوسيتي الجورجي إلى تأسيس دولتين كبيرتين غير معترف بهما داخل الأراضي المعترف بها دوليًا تحت اسم جورجيا. تركت حرب جنوب أوسيتيا بين عامي 1991-1992 والحرب في أبخازيا بين 1992-1993، وبعدها الحرب الجورجية الروسية في أغسطس 2008، جمهوريات جنوب أوسيتيا وأبخازيا المدعومة من قبل روسيا تحت السيطرة الفعلية لمناطق جنوب أوسيتيا وأبخازيا في شمال وشمال غرب جورجيا.

#### شبه جزيرة القرم
احتلت القوات الروسية شبه جزيرة القرم في عام 2014 من دون أي علامات، بينما كانت أوكرانيا ما تزال تتعافى من أعمال العنف واسعة النطاق في العاصمة، وانضمت القرم بعد فترة وجيزة إلى الاتحاد الروسي. يعتبر ذلك على نطاق واسع بأنه ضم لشبه الجزيرة إلى روسيا وسيؤدي على الأرجح إلى نزاع مجمد بعد سوفييتي آخر.